# Kamnica, Maribor
Kamnica este o localitate din comuna Maribor, Slovenia, cu o populație de 2.962 de locuitori.